# Dominik Hašek

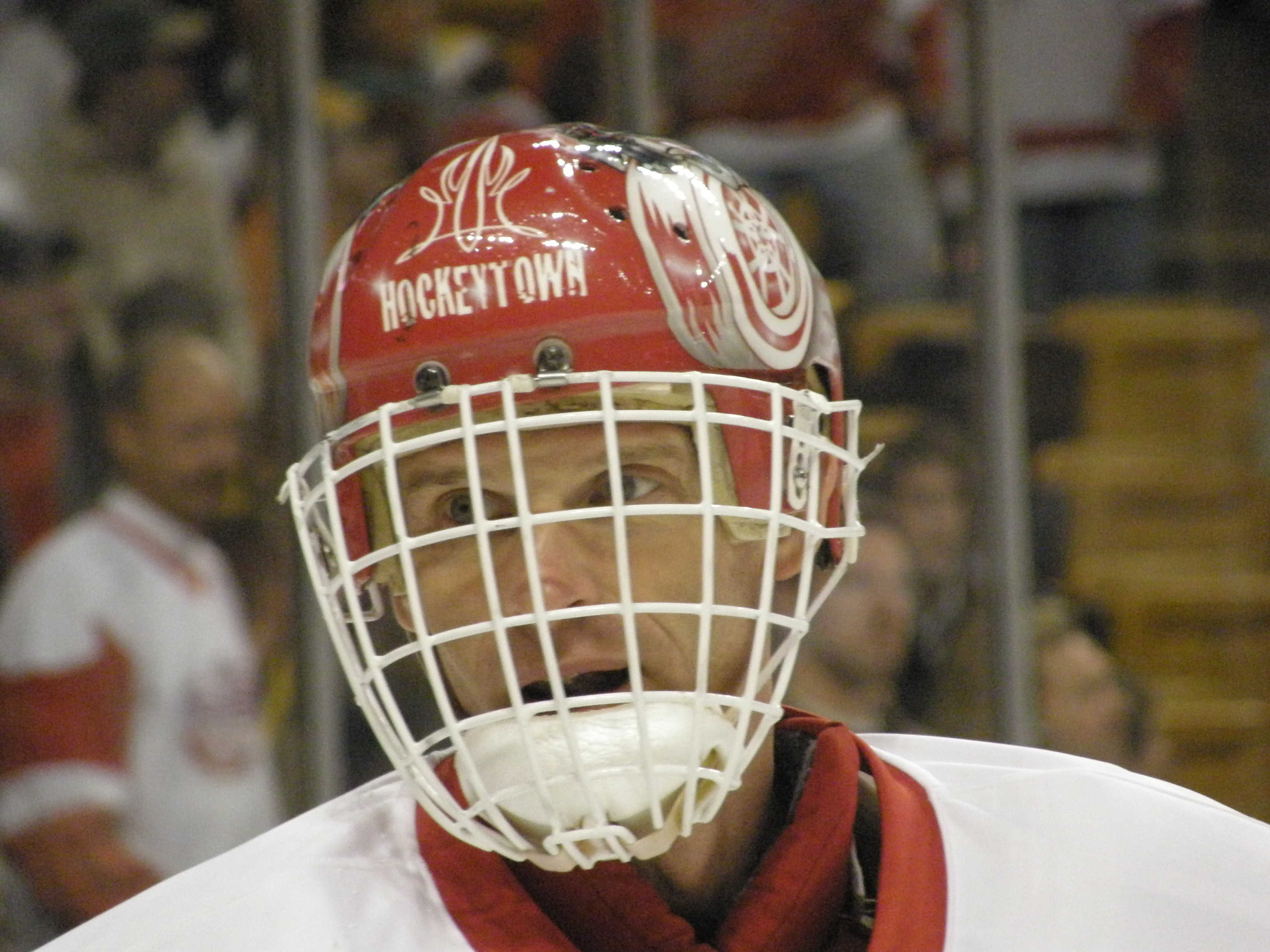

Dominik Hašek (Pardubice, 29 januari 1965) is een Tsjechisch ijshockeykeeper die gezien wordt als één van de allerbeste doelverdedigers ooit. Hij speelde het grootste gedeelte van zijn sportloopbaan in de Amerikaanse NHL en werd in 1998 olympisch kampioen met de nationale ploeg. In 1983 werd hij als 199e (10e ronde) gekozen in de Entry Draft door Chicago, maar zou pas na de val van het ijzeren gordijn naar de VS verkassen. Hašek beëindigde zijn profcarrière in juni 2008, maar maakte in april 2009 bekend weer het ijs op te gaan in eigen land. Het seizoen 2010/2011 werd gespeeld door Hašek in de Continental Hockey League voor het team van HC Spartak Moskou.
Hašek speelde voor onder meer de NHL-teams Chicago Blackhawks (1990-91), Buffalo Sabres (1992-2001), Detroit Red Wings (2001-04 en 2006-08) en Ottawa Senators (2005-06). Hij kwam met name in zijn tijd als doelman van de Sabres bekend te staan als een van de beste keepers van de competitie en kreeg zo de bijnaam The Dominator. De Tsjech werd in 1994, 1995, 1997, 1998, 1999 en 2001 uitgeroepen tot beste doelwachter van het jaar en was in 1997 en 1998 de eerste doelman in de geschiedenis van de NHL die twee jaar op rij tot meest waardevolle speler van het seizoen werd verkozen.
- International Standard Name Identifier: 0000 0001 1476 1132
- Library of Congress Control Number: n98082294
- Nationale Bibliotheek van Tsjechië: jn20000400916
- Nederlandse Thesaurus van Auteursnamen: 322368855
- Virtual International Authority File: 84008948
- WorldCat: E39PBJkdmQq77RkHpg4jt6pXVC